# الروائس (فرع العدين)

تعديل مصدري - تعديل

الروائس محلة تابعة لقرية مصينعة، التابعة لعزلة بني احمد والثلث بمديرية فرع العدين إحدى مديريات محافظة إب في الجمهورية اليمنية، بلغ تعداد سكانها 82 حسب تعداد اليمن لعام 2004.